# Одубон (Ајова)
Одубон (енгл. Audubon) град је у америчкој савезној држави Ајова. По попису становништва из 2010. у њему је живело 2.176 становника.

## Демографија
Према попису становништва из 2010. у граду је живело 2.176 становника, што је -206 (-8.6%) становника више него 2000. године.
| Група             | 2000.         | 2010.         |
| Белци             | 2.358 (99,0%) | 2.137 (98,2%) |
| Афроамериканци    | 6 (0,3%)      | 5 (0,2%)      |
| Азијати           | 0 (0,0%)      | 5 (0,2%)      |
| Хиспаноамериканци | 8 (0,3%)      | 16 (0,7%)     |
| Укупно            | 2.382         | 2.176         |